# Ampelisca rostrata
Ampelisca rostrata är en kräftdjursart. Ampelisca rostrata ingår i släktet Ampelisca och familjen Ampeliscidae. Inga underarter finns listade i Catalogue of Life.